# Tournan-en-Brie
Tournan-en-Brie, hay đơn giản là Tournan, là một xã ở tỉnh Seine-et-Marne, thuộc vùng Île-de-France ở miền bắc nước Pháp.

## Dân số
Người dân ở Tournan-en-Brie được gọi là Tournanais.
Điều tra dân số năm 1999, xã này có dân số là 7.545.